# Luperus apicalis
Luperus apicalis là một loài bọ cánh cứng trong họ Chrysomelidae. Loài này được Demais miêu tả khoa học năm 1890.